# Amelio Coveña Donoso
Amelio Coveña Donoso fue un abogado y político chileno. Nació en Curepto el 28 de agosto de 1880 y murió en Santiago, el 14 de enero de 1947.
Se educó en la Universidad de Chile, graduándose de abogado el 1 de junio de 1907. Fue inspector, profesor y bibliotecario del Liceo de Concepción, secretario del Juzgado de Letras de Talcahuano; Juez y Gobernador de la misma ciudad. 
Juez subrogante de Talcahuano y abogado de la Junta de Beneficencia. Representó a las principales casas comerciales del puerto y del Banco Español.
Militante del Partido Radical, fue elegido Diputado por Coelemu y Talcahuano para el período 1915-1918, integrando la comisión permanente de Gobierno y de Relaciones Exteriores.